# Midori Itō
Midori Itō (jap. 伊藤みどり Itō Midori; ur. 13 sierpnia 1969 w Nagoi) – japońska łyżwiarka figurowa, startująca w konkurencji solistek. Wicemistrzyni olimpijska z Albertville (1992) i uczestniczka igrzysk olimpijskich (1988), mistrzyni świata (1989) oraz 9-krotna mistrzyni Japonii (1985–1992, 1996). 
Była pierwszą kobietą w historii, która w czasie zawodów wykonała kombinację dwóch potrójnych skoków (3T/3T) w 1982 roku, pierwszego potrójnego axla w 1989 roku oraz pierwszego potrójnego axla na Olimpiadzie w 1992 roku.
Itō zapaliła znicz olimpijski podczas ceremonii otwarcia Zimowych Igrzysk Olimpijskich 1998 w Nagano.

## Osiągnięcia
| Zawody                                | 79–80          | 80–81          | 81–82          | 82–83          | 83–84          | 84–85          | 85–86          | 86–87          | 87–88          | 88–89          | 89–90          | 90–91          | 91–92          | 95–96          |                |                |                |
| Międzynarodowe                        | Międzynarodowe | Międzynarodowe | Międzynarodowe | Międzynarodowe | Międzynarodowe | Międzynarodowe | Międzynarodowe | Międzynarodowe | Międzynarodowe | Międzynarodowe | Międzynarodowe | Międzynarodowe | Międzynarodowe | Międzynarodowe | Międzynarodowe | Międzynarodowe | Międzynarodowe |
| ------------------------------------- | -------------- | -------------- | -------------- | -------------- | -------------- | -------------- | -------------- | -------------- | -------------- | -------------- | -------------- | -------------- | -------------- | -------------- | -------------- | -------------- | -------------- |
| Igrzyska olimpijskie                  |                |                |                |                |                |                |                |                | 5              |                |                |                | 2              |                |                |                |                |
| Mistrzostwa świata                    |                |                |                |                | 7              |                | 11             | 8              | 6              | 1              | 2              | 4              |                | 7              |                |                |                |
| Fujifilm Trophy                       |                |                |                |                |                |                |                |                | 1              |                |                |                |                |                |                |                |                |
| NHK Trophy                            |                |                |                |                | 3              | 1              | 1              | 2              | 2              | 1              | 1              | 1              | 1              |                |                |                |                |
| Skate America                         |                |                |                |                |                |                |                |                |                | 2              |                | 2              |                |                |                |                |                |
| Skate Canada International            |                |                |                |                |                | 1              |                |                |                |                |                |                |                |                |                |                |                |
| Grand Prix International de Paris     |                |                |                |                |                |                |                |                |                |                |                |                | 1              |                |                |                |                |
| Ennia Challenge Cup                   |                |                |                |                | 2              |                |                |                |                |                |                |                |                |                |                |                |                |
| Prague Skate                          |                |                |                |                | 1              |                |                |                |                |                |                |                |                |                |                |                |                |
| Międzynarodowe: Kategorie młodzieżowe |                |                |                |                |                |                |                |                |                |                |                |                |                |                |                |                |                |
| Mistrzostwa świata juniorów           |                | 8              | 6              |                | 3              |                |                |                |                |                |                |                |                |                |                |                |                |
| Krajowe                               |                |                |                |                |                |                |                |                |                |                |                |                |                |                |                |                |                |
| Mistrzostwa Japonii                   |                | 3              |                |                | 2              | 1              | 1              | 1              | 1              | 1              | 1              | 1              | 1              | 1              |                |                |                |
| Mistrzostwa Japonii juniorów          | 1 J            |                |                |                | 1 J            |                |                |                |                |                |                |                |                |                |                |                |                |

## Nagrody i odznaczenia
- Światowa Galeria Sławy Łyżwiarstwa Figurowego – 2003[14]